# Zizhongosaurus
Zizhongosaurus („Echse von Zizhong“) ist eine Gattung sauropoder Dinosaurier aus dem Unterjura Chinas. Es ist lediglich die Typusart Zizhongosaurus chuanchengensis wissenschaftlich beschrieben. Innerhalb der Sauropoden wird sie traditionell zu den Vulcanodontiden gestellt, zusammen mit Gattungen wie Vulcanodon und Barapasaurus. Diese Gruppierung gilt heute jedoch als paraphyletisch, weswegen die Vulcanodontidae von den meisten Forschern nicht mehr anerkannt wird. Zizhongosaurus wird heute als Nomen dubium geführt, die systematische Einordnung innerhalb der Sauropoden bleibt unklar.

## Beschreibung
Bislang ist von dieser Gattung lediglich ein einziger Fund bekannt, der aus einem Rückenwirbelbogen, einem fragmentarischen Schambein sowie einem Oberarmknochen besteht. Im Körperbau entsprach diese Gattung wahrscheinlich anderen frühen Vertretern der Sauropoden und besaß entsprechend einen langen Hals und Schwanz. Im Vergleich mit verwandten Gattungen waren die Vordergliedmaßen relativ lang.
Die Dornfortsätze der Wirbelsäule waren ungeteilt, die mit den Rippen gelenkenden Querfortsätze waren robust und rechtwinklig zum Dornfortsatz ausgerichtet. Zusätzlich zu den Gelenkfortsätzen besaß Zizhongosaurus, wie viele andere Sauropoden, ein zusätzliches mechanisches Verbindungselement, welches die Wirbelsäule stabilisierte – die Hyposphen-Hypantrum-Verbindungen.

## Fundort und Namensgebung
Die fossilen Knochen von Zizhongosaurus stammen aus der Ziliujing-Formation nahe der chinesischen Kreis Zizhong in der chinesischen Provinz Sichuan. Die Gattung lebte damit im Unterjura und stellt einen der ältesten Sauropoden Chinas dar.
Die wissenschaftliche Erstbeschreibung erfolgte 1983 von Forschern um Dong Zhiming. Der Name Zizhongosaurus setzt sich aus dem Namen des Kreises Zizhong, in dem die Fossilien entdeckt wurden, und dem griechischen saurus („Echse“) zusammen. Der zweite Teil des Artnamens, chuanchengensis, weist auf die Stadt Chuancheng. Chuangcheng bedeutet so viel wie „Boot-Stadt“, da der Hügel, auf dem die Stadt steht, der Form eines Bootes gleicht.

## Belege
1. ↑  Ronan Allain, Najat Aquesbi, Jean Dejax, Christian Meyer, Michel Monbaron, Christian Montenat, Philippe Richir, Mohammed Rochdy, Dale Russell, Philippe Taquet: A basal sauropod dinosaur from the Early Jurassic of Morocco. In: Comptes Rendus Palevol. Bd. 3, Nr. 3, 2004, ISSN 1631-0683, S. 199–208, doi:10.1016/j.crpv.2004.03.001, Digitalisat (PDF; 413,28 KB).
2. ↑  Paul Upchurch, Paul M. Barrett, Peter Dodson: Sauropoda. In: David B. Weishampel, Peter Dodson, Halszka Osmólska (Hrsg.): The Dinosauria. 2nd edition. University of California Press, Berkeley CA u. a. 2004, ISBN 0-520-24209-2, S. 259–324, hier S. 271.
3. 1 2 3 4  Zhiming Dong, Shiwu Zhou, Yihong Zhang: [Dinosaurs from the Jurassic of Sichuan]. In: Palaeontologica Sinica. Nr. 162 = New Series C, Nr. 23, 1983, S. 1–136, (In chinesischer Sprache und Schrift; Übersetzung: Dinosaurs from the Jurassic of Sichuan. (PDF; 2,79 MB)).
4. ↑  David D. Gillette: The geographic and phylogenetic position of sauropod dinosaurs from the Kota formation (Early Jurassic) of India. In: Journal of Asian Earth Sciences. Bd. 21, Nr. 6, 2003, S. 683–689, doi:10.1016/S1367-9120(02)00170-0.
5. ↑  John S. McIntosh: Sauropoda. In: David B. Weishampel, Peter Dodson, Halszka Osmólska (Hrsg.): The Dinosauria. University of California Press, Berkeley CA u. a. 1990, ISBN 0-520-06726-6, S. 345–401, hier S. 377.